# Legió V Alaudae
La Legió V Alaudae va ser una legió romana creada per Juli Cèsar l'any 52 aC a la Gàl·lia Transalpina. Va ser la primera legió que es va reclutar entre pobles sotmesos, i es va formar amb soldats gals no per ciutadans romans. Cèsar pagava els soldats amb els seus propis recursos, però després va ser reconeguda pel senat romà. El seu emblema era un elefant, que li va ser concedit l'any 46 aC pel valor que va mostrar en la lluita contra els elefants a la batalla de Tapsos.
La creació d'aquesta legió va significar un avenç cap a la romanització de les províncies, perquè permetia als no romans d'incorporar-se a l'exèrcit. Potser la legió es va dir originàriament Gallica, i el cognomen d'Alaudae, (que significa 'alosa') es va originar pel costum que tenien els gals d'ornar els seus cascs amb ales metàl·liques que representaven les d'aquest ocell.
La legió va lluitar a la guerra de les Gàl·lies, i la seva primera acció va ser contra Vercingetòrix al setge d'Alèsia. Va participar amb Cèsar a la invasió d'Itàlia quan lluitava contra Pompeu l'any 49, i va estar estacionada un temps a la Pulla.
Va servir sota Marc Antoni entre l'any 41 aC i el 31 aC i probablement va lluitar en la batalla d'Àccium. Posteriorment va quedar incorporada en els exèrcits d'August. August la va destinar a Augusta Emèrita, on els seus veterans van col·laborar en la fundació de la ciutat, després de l'any 30 aC, i la legió va participar en les guerres càntabres. Se sap que l'any 19 aC es va traslladar a la Gàl·lia Belga, on, en un enfrontament l'any 16 aC contra els germànics comandats per Marc Lol·li, la legió va perdre l'àguila segons diu Suetoni Drus el Vell va traslladar la legió a Xanten des d'on va participar en les campanyes que el fillastre d'August va dur a terme a Rècia. També va lluitar a les ordres de Tiberi i de Germànic Cèsar a l'altra banda del Rin.
L'any 69 estava estacionada a la frontera del Rin i és possible que es desmantellés després de la Revolta dels Bataus de l'any 70. Al segle iii ja no apareix cap més legió V que la Legió V Macedònica.